# Crocodile 2
Série
Crocodile
(2000)
Pour plus de détails, voir Fiche technique et Distribution.
Crocodile 2 (Crocodile 2: Death Swamp) est un film américain réalisé par Gary Jones, sorti en 2002. Il s'agit de la suite du film Crocodile.

## Synopsis
Après avoir commis un braquage, des truands s'envolent avec leur butin pour Acapulco, mais à la suite d'un violent orage, l'avion s'écrase dans des marécages mexicains. Pris en otage, les survivants devront également faire face à un crocodile gigantesque.

## Fiche technique
- Titre : Crocodile 2
- Titre original : Crocodile 2: Death Swamp
- Réalisation : Gary Jones
- Scénario : Jace Anderson, Boaz Davidson et Adam Gierasch
- Production : Boaz Davidson, Frank DeMartini, Danny Dimbort, Avi Lerner et Trevor Short
- Sociétés de production : Martien Holdings A.V.V. et Nu Image
- Budget : 2,2 millions de dollars (1,67 million d'euros)
- Musique : Bill Wandel
- Photographie : Rasool Ellore
- Montage : Alison Learned Wolf
- Pays de production : États-Unis
- Format : Couleurs - 1,78:1 - Dolby Digital - 35 mm
- Genre : Action, aventure, horreur et thriller
- Durée : 93 minutes
- Dates de sortie : 1er août 2002 (sortie vidéo Allemagne), 13 août 2002 (sortie vidéo Canada, États-Unis)

## Distribution
- Heidi Lenhart (VF : Anneliese Fromont) : Mia
- Chuck Walczak : Zach
- Jon Sklaroff : Sol
- Darryl Theirse : Max
- David Valcin : Justin
- James Parks (VF : Vincent Ropion) : Squid
- Martin Kove : Roland
- Steve Moreno : Brian
- Billy Rieck : Pete
- Anna Cranage (VF : Marie-Eugénie Maréchal) : Julie
- Dan Martin : le pilote
- Sean Euro : Sean
- Suzanne Thirumur : Reese
- Teea Laitinen : Amanda
- Lalith Sharma : Federale

## Production

### Tournage
- Le tournage s'est déroulé aux studios de Ramoji Film City à Hyderâbâd, en Inde.

## Bande originale
- Acapulco 1, interprété par Bill Wandel
- Band On The Run, interprété par Bill Wandel
- Que hace El Diablo Tan Feo, interprété par Bill Wandel
- Aligarto Diablo, interprété par Bill Wandel et Bryan Jones

## Autour du film
- Le film fait suite au Crocodile réalisé par Tobe Hooper en 2000.